# Саксонско огледало
Саксонско огледало (на немски: Sachsenspiegel, на средногермански: Sassenspegel, на среднодолногермански: Sassen Speyghel) е средновековен правен сборник, написан от 1230 г. от рицаря и съдия Ейке фон Репгов († сл. 1233).

Това е най-старата и много значима правна книга заедно с правната книга от Мюлхаузен от германското Средновековие. Книгата е първата написана на среднодолногермански език проза-литература.